# Station Asjkelon
Station Ashkelon (Hebreeuws: תחנת רכבת אשקלון Taḥanat HaRakevet Ashqelon), is een treinstation in de Israëlische stad Asjkelon.
Het is een station op het traject Asjkelon - Binjamina en is tevens het eindpunt.

## Faciliteiten
- Telefooncel
- 2 ticketautomaten
- 1 loket
- Toiletten
- Parkeerplaats

| Eindbestemming | Vorig station | Lijn               | Volgend station | Eindbestemming |
| -------------- | ------------- | ------------------ | --------------- | -------------- |
| eindpunt       | eindpunt      | Ashkelon-Binyamina | Ashdod          | Binyamina      |